# Hildegard Behrens
Hildegard Behrens, född 9 februari 1937 i Varel, Niedersachsen, död 18 augusti 2009 i Tokyo, var en tysk operasångerska.
Behrens utbildade sig till jurist men sökte sig till operan på 1970-talet och blev snart ett namn på världsscenerna. Hennes stora genombrott blev titelrollen i Richard Strauss opera Salome. Därefter sjöng hon med stor framgång de mest krävande roller, inte minst Brünnhilde i Richard Wagners operatetralogi Nibelungens ring i såväl Bayreuth som på Metropolitan Opera i New York. Behrens gjorde också ett betydande antal CD- och DVD-inspelningar. Hon belönades med många priser för sina insatser. 